# Traité de Versailles (1757)
Pour les articles homonymes, voir Traité de Versailles (homonymie).

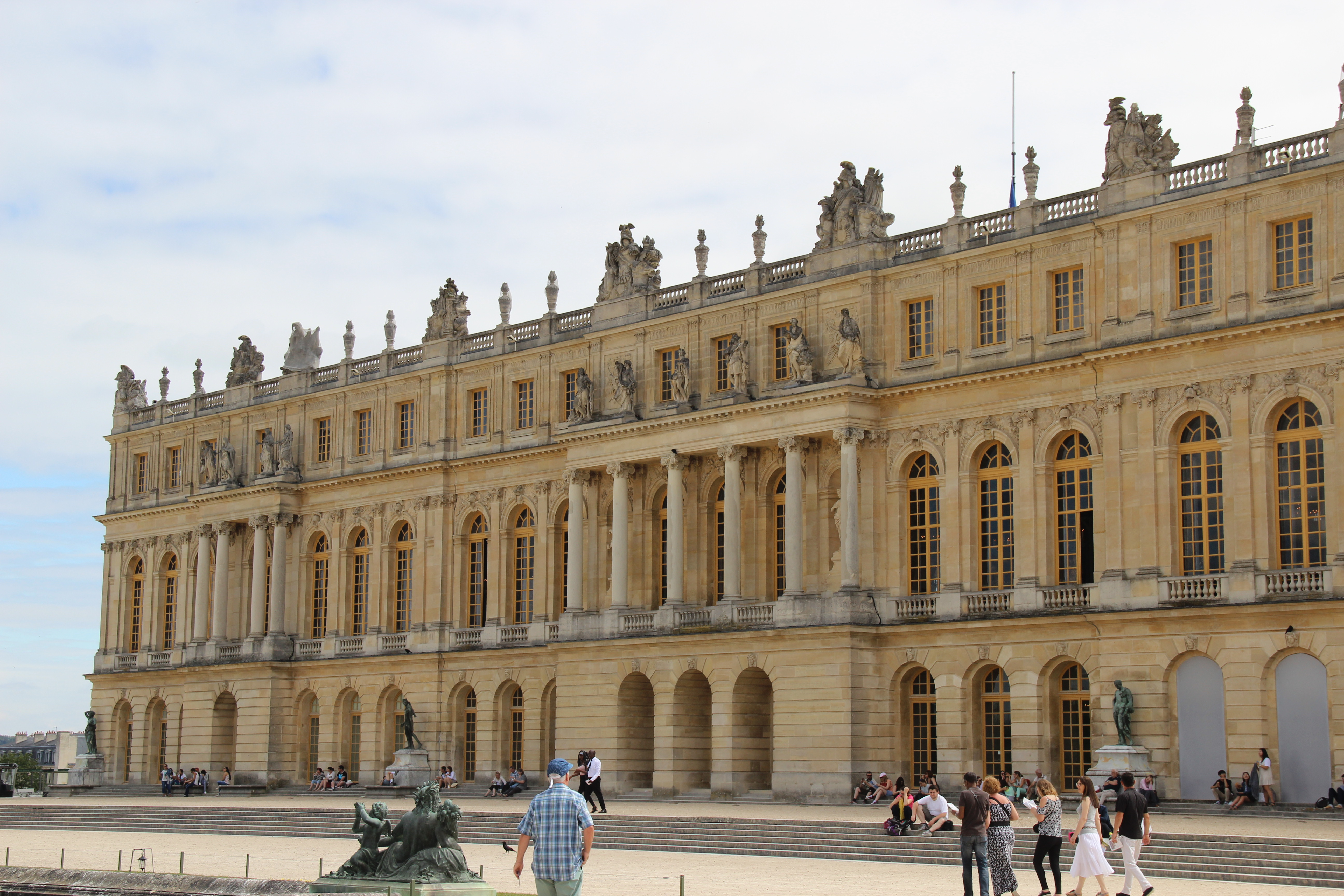
Château de Versailles, où se déroule le traité de Versailles.

Le traité de Versailles de 1757 est un accord diplomatique entre l'Autriche et la France signé au château de Versailles le 1er mai 1757 pendant la guerre de Sept Ans. Il élargit l'accord conclu l'année précédente, qui avait établi l'alliance franco-autrichienne. Il est plus communément connu sous le nom de second traité de Versailles.

## Termes
Par ce traité, la France accepte d'aider l'Autriche à reprendre la province de Silésie à la Prusse à condition que l'Autriche cède les Pays-Bas autrichiens à la France à la fin des guerres, dont l'acquisition avait longtemps été un objectif français. Les subventions versées par la France à l'Autriche sont poursuivies, ce qui confirme la crainte qu'avait la Grande-Bretagne sur l'importance de l'alliance.
Dans la foulée du traité, les troupes françaises occupent les ports principaux et les établissements aux Pays-Bas autrichiens, comme Ostende et Nieuport, permettant à leurs garnisons autrichiennes de se déplacer vers l'est pour attaquer la Prusse. Cela alarme particulièrement les Britanniques, qui ont comme sa politique à long terme d'empêcher que les Français n'entrent aux Pays-Bas. Le traité met ainsi fin à la barrière qui existait depuis 40 ans. Les Français ont l'intention de mettre un monarque Bourbon de la branche espagnole de la dynastie, le duc Philippe de Parme, sur le trône d'un nouvel état fantoche aux Pays-Bas méridionaux.
Le traité permet également de confirmer une partition prévue de la Prusse au bénéfice de la Russie, de la Suède et de la Saxe.

## Conséquences
Les termes sont ensuite largement dénoncés par le troisième traité de Versailles, la France et l'Autriche n'ayant pas obtenu la victoire rapide sur la Prusse qu'elles avaient envisagé, malgré l'aide de la Russie, la Suède et la Saxe, et la France craignant que la guerre en Allemagne n'engloutisse des troupes et des ressources qui pourraient être dirigés contre la Grande-Bretagne et ne provoque une crise financière à Paris.

## Sources
- (en) Cet article est partiellement ou en totalité issu de l’article de Wikipédia en anglais intitulé « Treaty of Versailles (1757) » (voir la liste des auteurs).